# محمد دهقانی
محمد دهقانی (زادهٔ ۲۵ آبان ۱۳۴۴) نویسنده، مترجم، منتقد ادبی، استاد دانشگاه و روزنامه‌نگار ایرانی است. او عضو سابق هیئت علمی گروه زبان و ادبیات فارسی دانشگاه تهران بود. دهقانی در سال ۱۳۸۶ از دانشگاه تهران اخراج شد.

## زندگی‌نامه
دهقانی در سال ۱۳۴۴ در اراک به‌دنیا آمد و تحصیلاتش را تا پایان دبیرستان در همین شهر ادامه داد. او دارای مدرک کارشناسی زبان و ادبیات فارسی دانشگاه چمران اهواز (۱۳۶۷) و کارشناسی ارشد از دانشگاه فردوسی مشهد (۱۳۷۳) است. دهقانی دورهٔ دکتری زبان و ادبیات فارسی را در دانشگاه تهران در سال ۱۳۷۷ به‌اتمام رساند و پایان‌نامه‌ٔ دکتری خود را با موضوع «تاریخ نقد ادبی در ایران» و به راهنمایی عبدالحسین زرین‌کوب نوشت. سپس برای تدریس به سمنان رفت و دو سال بعد برای تدریس به دانشگاه تهران دعوت شد. او در سال تحصیلی ۱۳۸۴ـ۱۳۸۵ استاد مدعو در دانشگاه پکن بود. دهقانی بلافاصله پس از بازگشت از پکن در سال ۱۳۸۶ از دانشگاه تهران اخراج شد. نوشته‌های دهقانی در نشریاتی چون نگاه نو و فصلنامهٔ نقد کتاب ادبیات منتشر شده‌است.

## اخراج از دانشگاه تهران
محمد دهقانی در سال ۱۳۸۶ از دانشگاه تهران اخراج شد. او در دفاعیات سرگشاده خود عبدالرضا سیف را متهم کرد که نقشی اساسی در اخراج او داشته است: «یکی از شاکیان خصوصی پرونده من آقای عبدالرضا سیف معاون آموزشی پیشین دانشکده ادبیات و مدیرکل فعلی آموزش دانشگاه است که خود عضو هیأت بدوی هم هست. چنین هیأتی کجا می تواند بی طرف باشد؟ در همین جا لازم می دانم از آقای سیف تشکر کنم که مرا آن قدر لایق دیده اند که آماج دشمنی و کینه‌توزی بی‌دلیلشان باشـم؛ ایـن همه کینه‌توزی شاید از این رو باشد که در این سال‌ها نه به تحبیب‌های ایشان دل خوش کرده‌ام و نه از تهدیدهای مکررشان هراسیده‌ام. نبودن من در دانشکده ادبیات مطمئناً به افزایش وجهه علمی و اخلاقی ایشان و امثال ایشان که آن نامه کذایی را علیه من امضا کرده‌اند کمکی نخواهد کرد. لاجرم باید یادآور شوم که: کس نیاید به زیر سایه بوم / ور همای از جهان شود معدوم.»

### تألیف
- وس‍وس‍هٔ ع‍اش‍ق‍ی: ب‍ررس‍ی ت‍ح‍ول ع‍ش‍ق در ادب پ‍ارس‍ی. ت‍ه‍ران: ب‍رن‍ام‍ه، ۱۳۷۷. شابک ‎۹۶۴-۹۱۶۹۱-۴-۸
- پ‍ی‍ش‍گ‍ام‍ان ن‍ق‍د ادب‍ی در ای‍ران. ت‍ه‍ران: س‍خ‍ن، ۱۳۸۰. شابک ‎۹۶۴-۳۷۲-۰۰۷-۱
- از شهر خدا تا شهر انسان: در نقد و بررسی ادبیات کلاسیک و معاصر. تهران: مروارید، ۱۳۸۹. شابک ‎۹۷۸-۹۶۴-۱۹۱-۰۶۶-۴
- حدیث خداوندی و بندگی: تحلیل تاریخ بیهقی از دیدگاه ادبی، اجتماعی و روان‌شناختی. تهران: نشر نی، ۱۳۹۴. شابک ‎۹۷۸-۹۶۴-۱۸۵-۴۰۲-۹
- یادداشت‌های پکن. تهران: نگاره آفتاب، ۱۳۹۴. شابک ‎۹۷۸-۹۶۴-۸۴۵۳-۱۴-۰۸

#### مجموعهٔ تاریخ و ادبیات ایران
- ابن سینا. تهران: نشر نی، ۱۳۹۸. شابک ‎۹۷۸-۶۲۲-۰۶-۰۲۳۱-۶
- ابوریحان بیرونی. تهران: نشر نی‏‫، ‏‫۱۳۹۷. شابک ‎۹۷۸-۹۶۴-۱۸۵-۵۸۱-۱
- تاریخ بلعمی. تهران: نشر نی، ۱۳۹۴. شابک ‎۹۷۸-۹۶۴-۱۸۵-۴۱۱-۱
- ترجمهٔ تفسیر طبری. تهران: نشر نی‏‫، ‏‫۱۳۹۴‬. شابک ‎‭۹۷۸-۹۶۴-۱۸۵-۴۳۷-۱‬
- دقیقی. تهران: نشر نی، ۱۳۹۴. شابک ‎۹۷۸-۹۶۴-۱۸۵-۴۲۹-۶۸
- رودکی، پدر شعر فارسی. تهران: نشر نی‏‫، ۱۳۹۴. شابک ‎۹۷۸-۹۶۴-۱۸۵-۴۲۵-۸
- شاهنامهٔ ابومنصوری. تهران: نشر نی، ۱۳۹۴. شابک ‎۹۷۸-۹۶۴-۱۸۵-۴۱۹-۷
- عنصری. تهران: نشر نی، ۱۴۰۰. شابک ‎۹۷۸-۶۲۲-۰۶-۰۳۳۷-۵
- شاهنامهٔ فردوسی. تهران: نشر نی، ۱۳۹۵. شابک ‎‏‫۹۷۸-۹۶۴-۱۸۵-۵۰۳-۳‬
- فرخی سیستانی. تهران: نشر نی، ۱۳۹۶. شابک ‎۹۷۸-۹۶۴-۱۸۵-۵۲۱-۷۸
- کسایی، نخستین شاعر نامدار شیعه. تهران: نشر نی، ‏‫‬‏۱۳۹۶. شابک ‎‏‫‬‮‭۹۷۸-۹۶۴-۱۸۵-۵۶۱-۳
- منوچهری. تهران: نشر نی، ۱۳۹۶. شابک ‎۹۷۸-۹۶۴-۱۸۵-۵۲۴-۸۸
- ناصرخسرو. تهران: نشر نی‏‫، ‏‫۱۳۹۷. شابک ‎۹۷۸-۹۶۴-۱۸۵-۵۷۲-۹
- محمد بن زکریای‌رازی. تهران: نشر نی‏‫، ۱۳۹۴. شابک ‎‭۹۷۸-۹۶۴-۱۸۵-۴۲۷-۲

### ترجمه
- متحده، روی. تاریخ اجتماعی ایران در عصر آل بویه: وفاداری و رهبری در ادوار آغازین جامعه اسلامی. تهران: نامک، ۱۳۹۴. شابک ‎۹۷۸-۶۰۰-۶۷۲۱-۳۷-۸۸
- هوف، بنجامین. خرد و فرزانگی: از نگاه پوه. ترجمهٔ سید مهدی ثریا، محمد دهقانی. تهران: جوانه رشد، ۱۳۹۴. شابک ‎۹۷۸-۶۰۰-۶۷۱۶-۳۲-۹۸
- م‍ح‍ف‍وظ، ن‍ج‍ی‍ب. گ‍دا. ت‍ه‍ران: نیلوفر، ۱۳۸۵. شابک ‎۹۶۴-۴۴۸-۲۲۴-۷
- اروین، رابرت. دانش خطرناک. تهران: انتشارات ماهی، ۱۳۹۶. شابک ‎۹۷۸-۹۶۴-۲۰۹-۲۹۳-۲۸
- اسپیلکا، برنارد و دیگران. روانشناسی دین: بر اساس رویکرد تجربی. تهران: رشد‏‫، ۱۳۹۰.  شابک ‎‏‫‭۹۷۸-۹۶۴-۲۸۰۲-۵۹-۳‬
- دیکسون، تامس. علم و دین. تهران: انتشارات ماهی، ۱۳۹۴. شابک ‎۹۷۸-۹۶۴-۲۰۹-۱۲۶-۳۸
- ق‍ی‍ص‍ری، علی. روش‍ن‍ف‍ک‍ران ای‍ران در ق‍رن ب‍ی‍س‍ت‍م. ت‍ه‍ران: ش‍ه‍ر ک‍ت‍اب، ه‍رم‍س، م‍رک‍ز ب‍ی‍ن ال‍م‍ل‍ل‍ی گ‍ف‍ت‍گ‍وی ت‍م‍دن‍ه‍ا، ۱۳۸۳. شابک ‎۹۶۴-۳۶۳-۰۳۱-۵۸
- کوپ، لارنس. اس‍طوره. ت‍ه‍ران: ش‍رک‍ت ان‍ت‍ش‍ارات ع‍ل‍م‍ی و ف‍ره‍ن‍گ‍ی، ۱۳۸۴. شابک ‎۹۷۸-۶۰۰-۱۲۱-۲۵۰-۵۸
- میثمی، جولی اسکات. تاریخ‌نگاری فارسی (سامانیان، غزنویان، سلجوقیان). تهران: ماهی، ۱۳۹۱. شابک ‎۹۷۸-۹۶۴-۲۰۹-۰۸۴-۶۸
- وولف، دیوید ام. . روانشناسی دین: کلاسیک و معاصر. تهران: رشد، ۱۳۸۶. شابک ‎۹۷۸-۹۶۴-۲۸۰۲-۰۲-۹۸
- وید، کرول و دیگران. روانشناسی عمومی. ترجمهٔ هامایاک آوادیس یانس، محمد دهقانی و دیگران. تهران: رشد، ۱۳۹۵. شابک ‎۹۷۸-۶۰۰-۳۵۱-۰۴۱-۸
- یانگ، جولیان. فردریش نیچه: زندگی نامه ای فلسفی. ترجمۀ محمد دهقانی، تهران: نشر نی، 1402، شابک 6220605584-978

#### آثار نیکوس کازانتزاکیس
- ک‍ازان‍ت‍زاک‍ی‍س، ن‍ی‍ک‍وس. بودا. تهران: نگاه معاصر، ۱۳۸۸. شابک ‎۹۷۸-۹۶۴-۷۷۶۳-۹۱-۲۸
- ک‍ازان‍ت‍زاک‍ی‍س، ن‍ی‍ک‍وس. ب‍ه س‍وی آزادی. ت‍ه‍ران: ج‍ام‍ی، ۱۳۸۴. شابک ‎۹۶۴-۷۴۶۸-۶۷-۹۸
- ک‍ازان‍ت‍زاک‍ی‍س، ن‍ی‍ک‍وس. چین و ژاپن. تهران: نشر نی، ۱۳۹۶. شابک ‎۹۷۸-۹۶۴-۱۸۵-۵۲۶-۲۸
- ک‍ازان‍ت‍زاک‍ی‍س، ن‍ی‍ک‍وس. س‍ف‍ره‍ا. ت‍ه‍ران: ج‍ام‍ی، ۱۳۸۰. شابک ‎۹۶۴-۵۶۲۰-۰۵-۸۸
- ک‍ازان‍ت‍زاک‍ی‍س، ن‍ی‍ک‍وس. س‍ی‍ر آف‍اق. ت‍ه‍ران: پ‍ی‍ک ف‍ره‍ن‍گ، ۱۳۶۷.

## جوایز
- دیپلم افتخار انجمن ادبی پارناسوس یونان برای ترجمهٔ آثار نیکوس کازانتزاکیس (۲۰۰۶)[۹][۱۰]
- جایزهٔ بهترین نقد کتاب در حوزهٔ تاریخ و جغرافیا از خانهٔ کتاب ایران (۱۳۹۲)[۹]